# Semana Santa en Beas de Segura

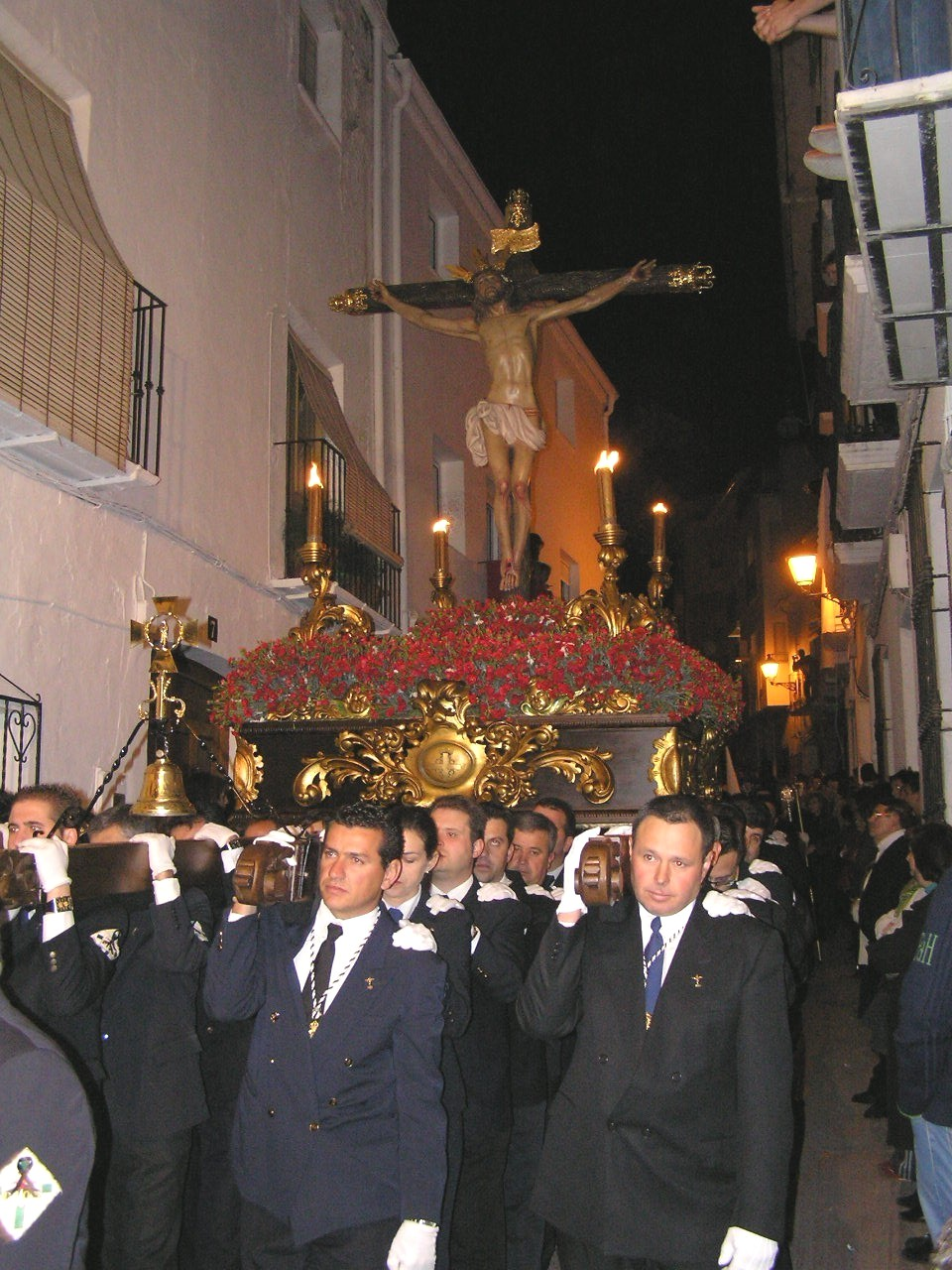
Procesión del Cristo de la Vera Cruz.

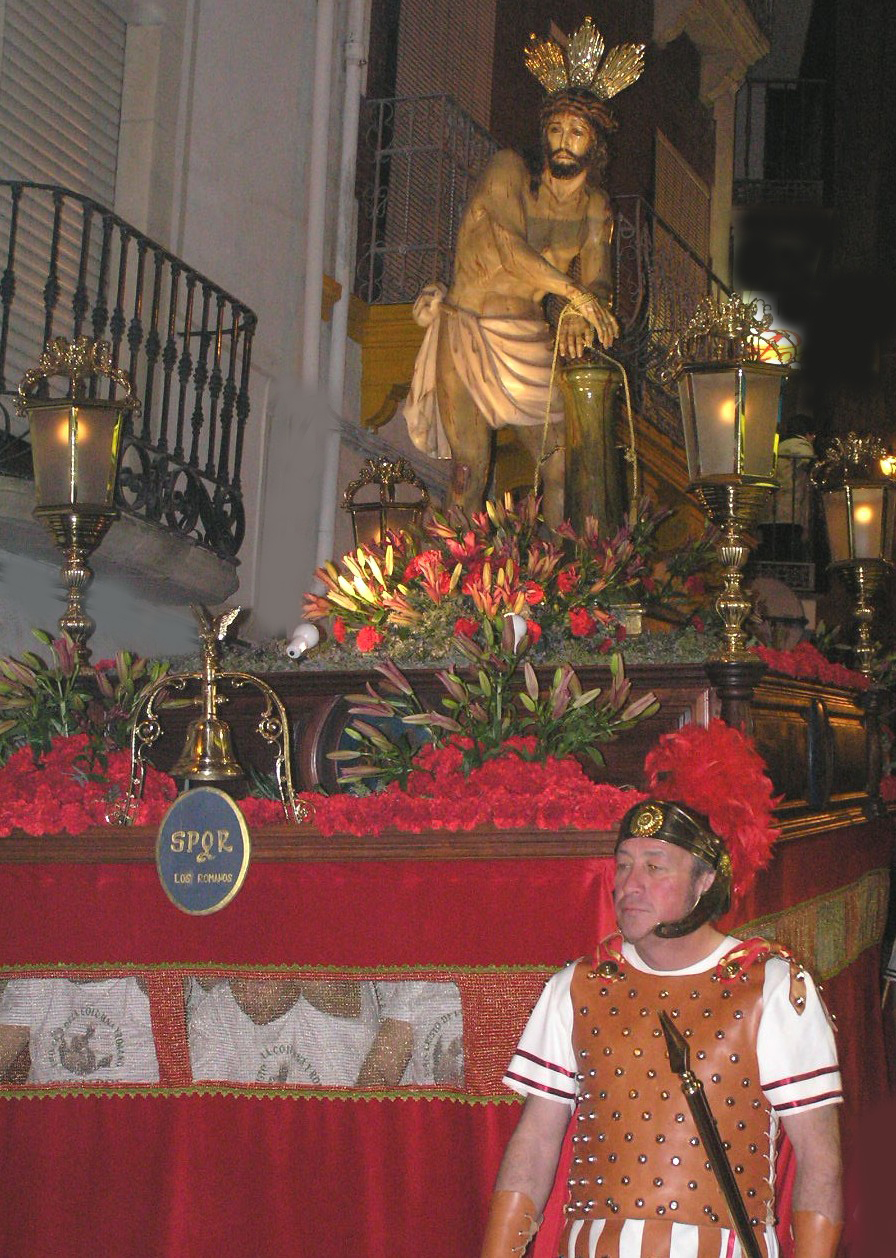
Procesión del Cristo de la Columna. Los Romanos.

La Semana Sant en Beas de Segura, de la provincia de Jaén, Andalucía, es uno de los acontecimientos religiosos y culturales más importantes y arraigados de este pueblo, donde se conmemora la Pasión, Muerte y Resurrección de Jesucristo con la celebración de diversos actos litúrgicos y estaciones penitenciales. Participan catorce Hermandades y Cofradías, de las cuales, diez son procesionales y cuatro asistenciales, integradas todas ellas en la Asociación de Hermandades y Cofradías de Beas de Segura, fundada en el año 1982, cuya finalidad principal es la agrupación de actos y la coordinación de las Cofradías.

## Historia
En Beas de Segura existió un Convento de la Orden franciscana desde finales del siglo XIII, estos eran Frailes Menores (observantes), que en el año 1445, fueron trasferidos a Frailes Menores (conventuales), teniendo por misión la de evangelizar e instruir cristianamente a los vecinos, organizando rogativas en tiempos de plagas, sequías, pestes y epidemias. Se obligaban a la recepción anual de los Santos Sacramentos, cumpliendo con la iglesia en el tiempo prescrito, dando gracias por los favores recibidos, ejecutando promesas expiando sus culpas con cruces a cuestas, andando descalzos, etc.
Todo este fervor fue transmitido al pueblo de Beas y sus devocionarios principiaron la fundación de Cofradías. La más antigua fue la del Santísimo Sacramento, ésta no era de carácter penitencial, contaba con un mayordomo y piostres, que se dedicaban a pedir limosnas para los más necesitados todos los domingos del año, también tenían la misión de acompañar el Viático en el Corpus Christi y como cofrades penitenciales y sacramentales estaban obligados a estar confesados el Jueves Santo para asistir a la Misa Mayor y efectuar la visita al Sagrario.        
A partir del siglo XVI la Iglesia aprueba las Cofradías y Hermandades, para así de esta forma incrementar la fe cristiana y oír con más fervor la palabra de Dios, cómo cultivar los cultos. Se organizan procesiones, destacando estas por su orden y espíritu de penitencia.
A principios del siglo XIX, se produce en Beas una gran descristianización debido a la destrucción masiva de la Iglesia Parroquial y otros lugares de culto y a la posterior desaparición de los franciscanos de Beas en el año 1820.
Ya antes de ocurrir estos hechos se celebraban procesiones, acompañadas de actos litúrgicos y no es hasta el año 1941, cuando el entonces párroco D. Lorenzo Estero López hizo que volvieran a celebrarse procesiones y al concluir las obras de la Iglesia Parroquial fue cuando empezó a tomar más auge, aumentando año tras año hasta nuestro días.

## Cuaresma del año 1575
Beas tuvo el honor de acoger durante toda la Cuaresma del año 1575, a la Mística Doctora de la Iglesia, Santa Teresa de Jesús. Tras un largo viaje desde Castilla, para crear la nueva fundación del Convento de Carmelitas Descalzas de Beas. Después de hacer noche en Torre de Juan Abad (Ciudad Real), al día siguiente, 16 de febrero de 1575, Miércoles de Ceniza, tomó ceniza en dicha villa, solo le distaban siete leguas para llegar a Beas por el camino de Sierra Morena, con los avatares del trayecto, la Santa llegó a Beas a media tarde y fue clamorosamente recibida por los vecinos. Aquí estuvo tres meses, a la semana de su llegada, día de San Matías, quedó fundado el Convento. La Semana Mayor de aquel año correspondía entre los días 27 de marzo al 3 de abril de 1575. Permaneciendo en Beas hasta el 18 de mayo de 1575, donde partió para otra nueva fundación en Sevilla.
Pasada la Semana Santa llegó a Beas, el Padre Jerónimo Gracián, Fue en Beas donde se conocieron y aquí la Santa le guardó obediencia.

## Los Pregones
Desde el año 1982, como pórtico de la entrada a la Semana Santa se da el tradicional Pregón, este lo suele exponer una persona ilustre del pueblo o vinculado a él y la Agrupación de Hermandades y Cofradías de Beas de Segura, es la encargada de escoger a la persona idónea para tal evento. Este acto se celebraba antes en la Casa de la Cultura, normalmente el Sábado de Pasión y en casos excepcionales el Viernes de Dolores. Actualmente con la nueva apertura del Teatro Regio, se da allí y es trasladado al sábado anterior al de Pasión, al concluir el mismo se cierra el acto con alguna actuación musical o algún recital de poesía.

## Cartel de Semana Santa
Junto al programa de Semana Santa, ilustrado siempre con la imagen de una Cofradía, se presentan bocetos del que va a ser el Cartel de Semana Santa, qué los candidatos al mismo presentan y la Agrupación de Cofradías, elige el mejor o más adecuado. El autor de dicho cartel elegido, al principio de Cuaresma hace la presentación del mismo, que sale junto al programa.   

## Imaginería

### Imágenes antiguas
- Cristo de la Fortaleza: Imagen que pidió la M. Francisca de la Madre de Dios, sobrina de Catalina Gódinez y María de Sandoval, que la terminasen y se consiguió con la dote de una futura religiosa de América. Data de finales del siglo XVI. En la guerra civil española fue destruida, tirándola con sogas del altar y partiendo sus brazos y cuerpo, restaurada en el año 1941. Se encuentra en el retablo de la Iglesia de San José del Salvador, en las Carmelitas de Beas de Segura.

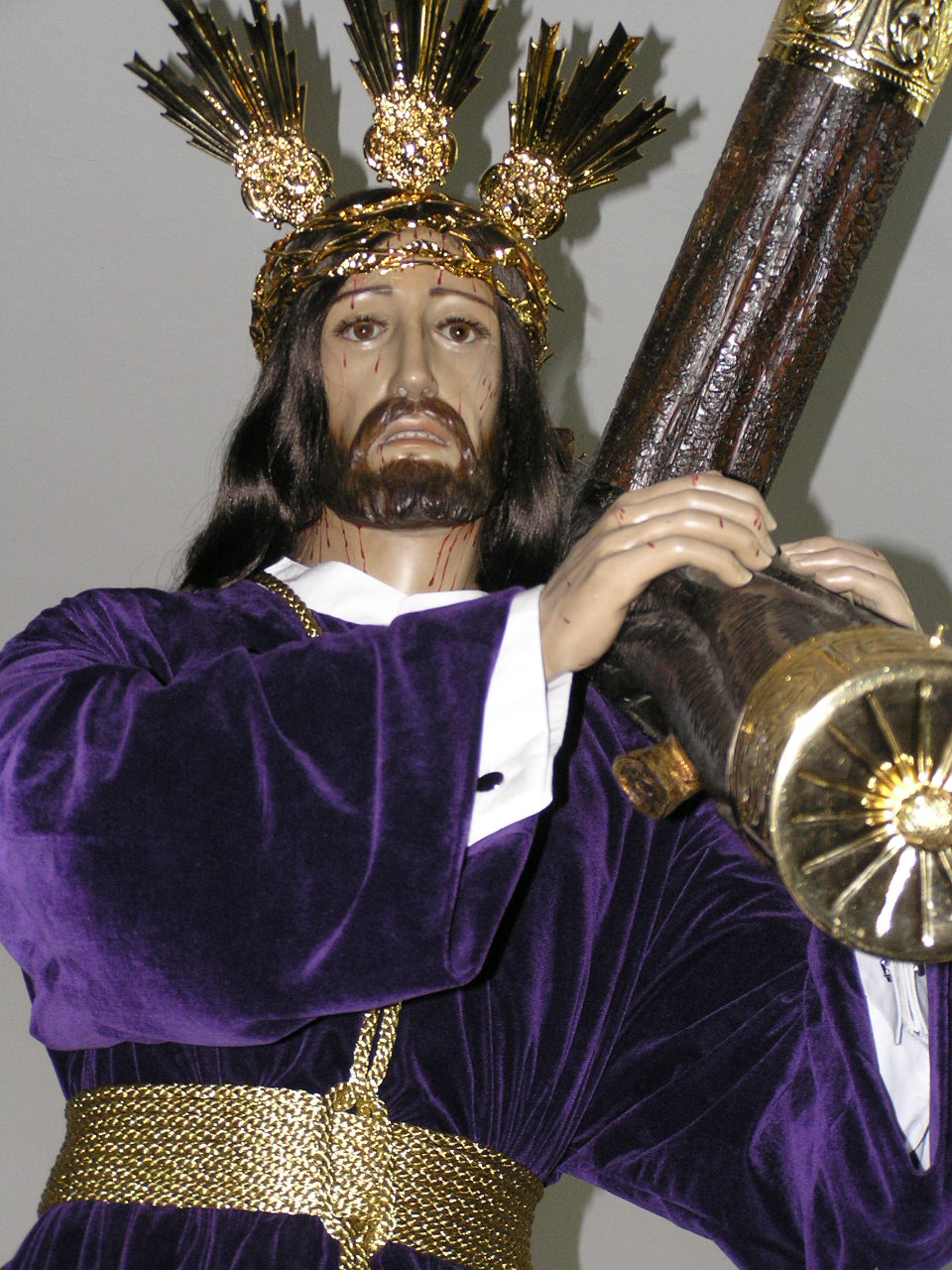
Jesús Nazareno

- Jesús Nazareno: Imagen robada de la Iglesia en la guerra civil y vendida en el año 1941 a la Real Archicofradía Sacramental de la Pasión de Málaga,[1] la cabeza y manos de la imagen de Nuestro Señor Jesucristo, que el escultor Francisco Palma Burgos acopló a un cuerpo de candelero.[2] La talla robada era de finales del siglo XVI, posiblemente realizada en algún taller de Granada.
- Cristo del Descendimiento, Crucificado: Imagen realizada a petición de la cofradía de la Soledad. Cristo hecho con los brazos articulados con el fin de poder llevar a cabo la Ceremonia del Descendimiento. Talla realizada en el año 1620 por Sebastián de Solís, que aún se conserva.
- Virgen de la Soledad: (Antigua) Talla realizada en el año 1620 por Sebastián de Solís. Imagen desaparecida.[3]
- Cristo del Santo Entierro: Imagen mutilada y tirada al río de Beas en la guerra civil. Fue recogida por una mujer, que la guardó en su casa hasta que finalizó la guerra. En la década de los setenta le donaron otra talla a la Cofradía.

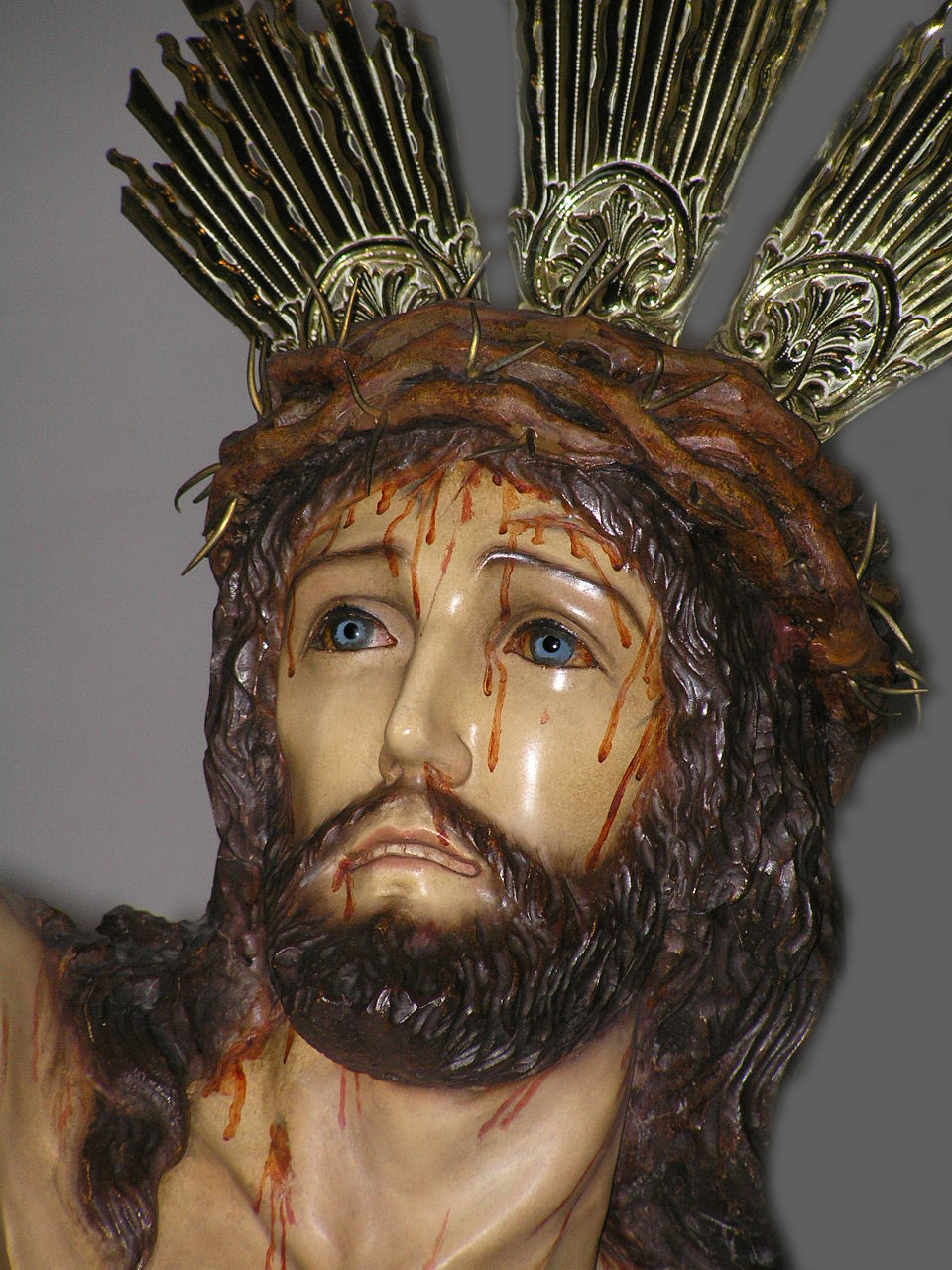
Detalle. Cristo de la Columna

- Jesús Preso: Talla del siglo XVIII, destruida en la guerra civil, solo se conservó la cabeza. Fue restaurada en el año 1941, el cuerpo estaba relleno con papel de periódicos.
- Cristo de la Columna: Imagen que salió ilesa después de quemar el ejército francés en el año 1810 la Iglesia Parroquial, pero fue destruida en la guerra civil, la talla antigua era de la línea de la escuela de Montañés. Posteriormente se hizo otra talla de la escuela valenciana, que fue bendecida el 12 de abril de 1957.

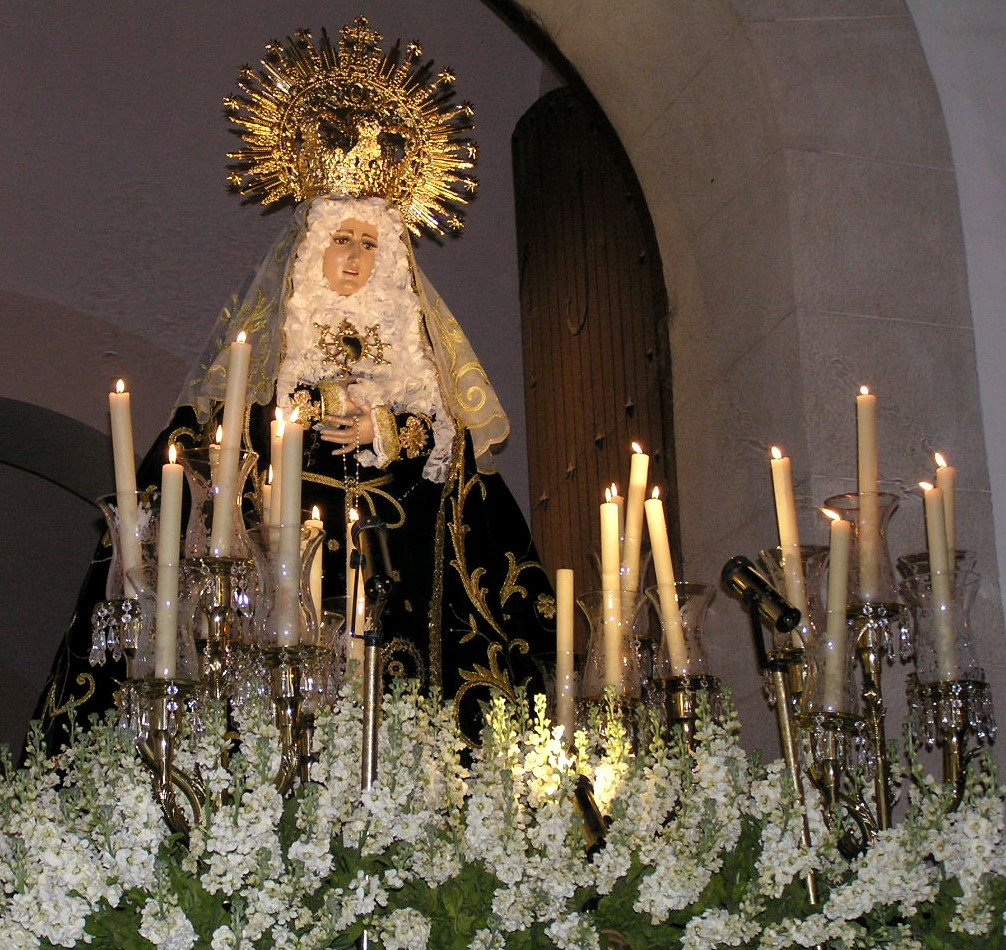
Santísima Virgen de los Dolores

- Cristo de Lepanto: Imagen donada el 11 de enero de 1953.
- Virgen de los Dolores: Talla bendecida el 21 de marzo de 1941.
- Cristo de la Buena Muerte: Imagen comprada al escultor Francisco Palma Burgos por los treinta cofrades que integraban la cofradía, salió por primera vez en procesión en abril del año 1953.
- Virgen de la Lágrimas: Comprada, al igual que la anterior, por los cofrades del Cristo de la Buena Muerte al escultor Francisco Palma Burgos. Bendecida el 24 de enero de 1953.
- La Soledad: Imagen costeada por la Cofradía. Bendecida el 19 de marzo de 1957.

### Imágenes modernas
- Cristo de la Borriquilla: Imagen costeada por la Cofradía de San Juan, hecha por el escultor imaginero Manuel Luque Bonillo en el año 2002.
- Niño Hebreo: Imagen secundaria, de la Cofradía de San Juan, hecha por el escultor Manuel Luque Bonillo, en el año 2005.
- Jesús Resucitado: Talla del escultor Manuel Luque Bonillo, realizada en el año 2006.
- Virgen de las Lágrimas: Talla para la Cofradía del Cristo de la Buena Muerte, restaurada por el escultor Manuel Luque Bonillo, en el año 2006.
- San Juan Evangelista: Talla para la Cofradía de San Juan, realizada por el escultor Manuel Luque Bonillo, en el año 2008.
- Jesús Preso: En el año 2009, se restaura de nuevo la talla incorporando un nuevo cuerpo, está se realiza en Villanueva del Arzobispo (Jaén). El 14 de febrero de 2010, se bendice la imagen restaurada.
- Esbirro: Imagen secundaria, de la Cofradía del Cristo de la Columna, que acompaña en el trono al Cristo. Año 2010.

## Cofradías
- Cofradía del Santísimo Cristo de la Vera Cruz y María Santísima en su Soledad:

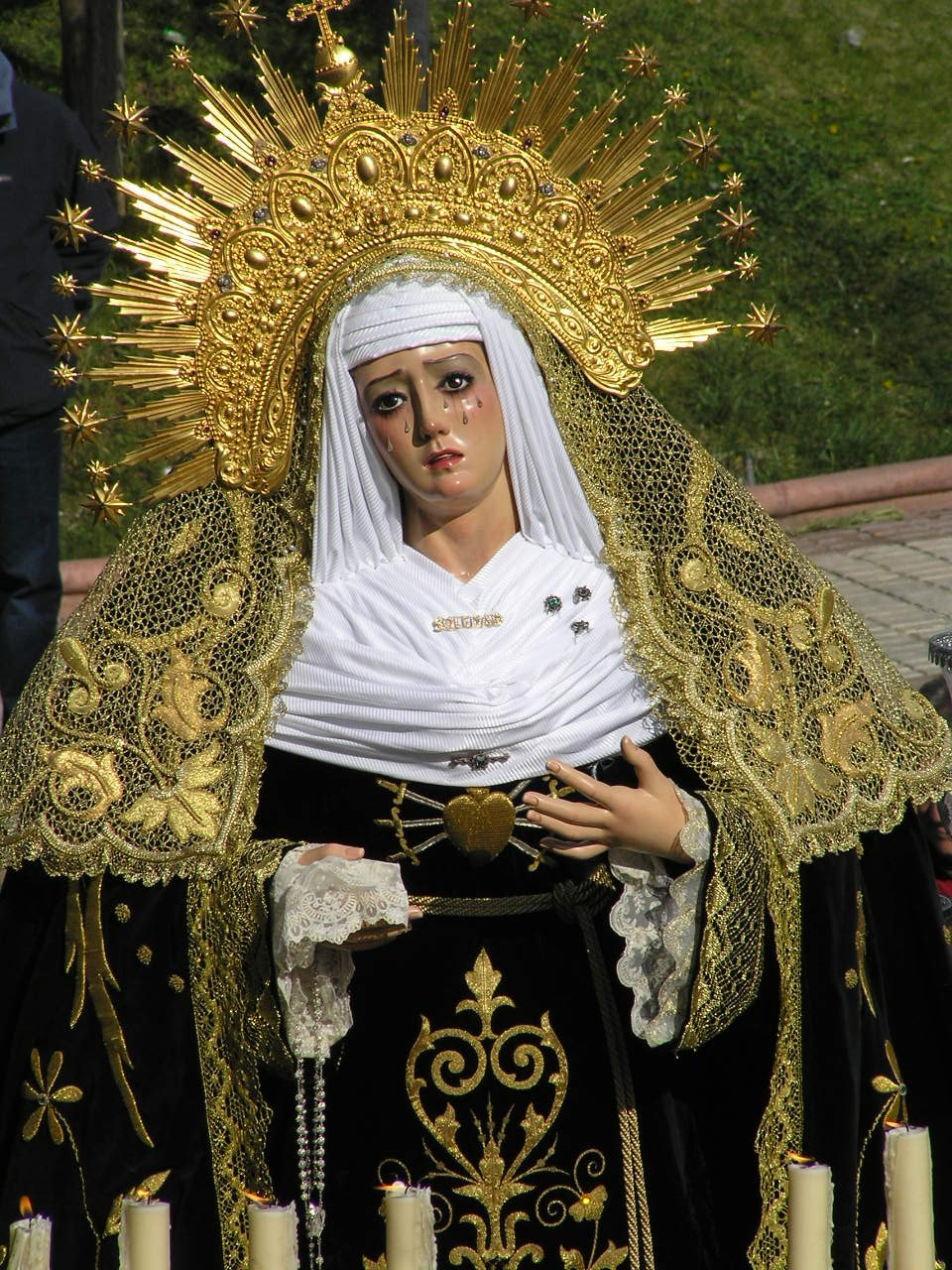
María Santísima en su Soledad

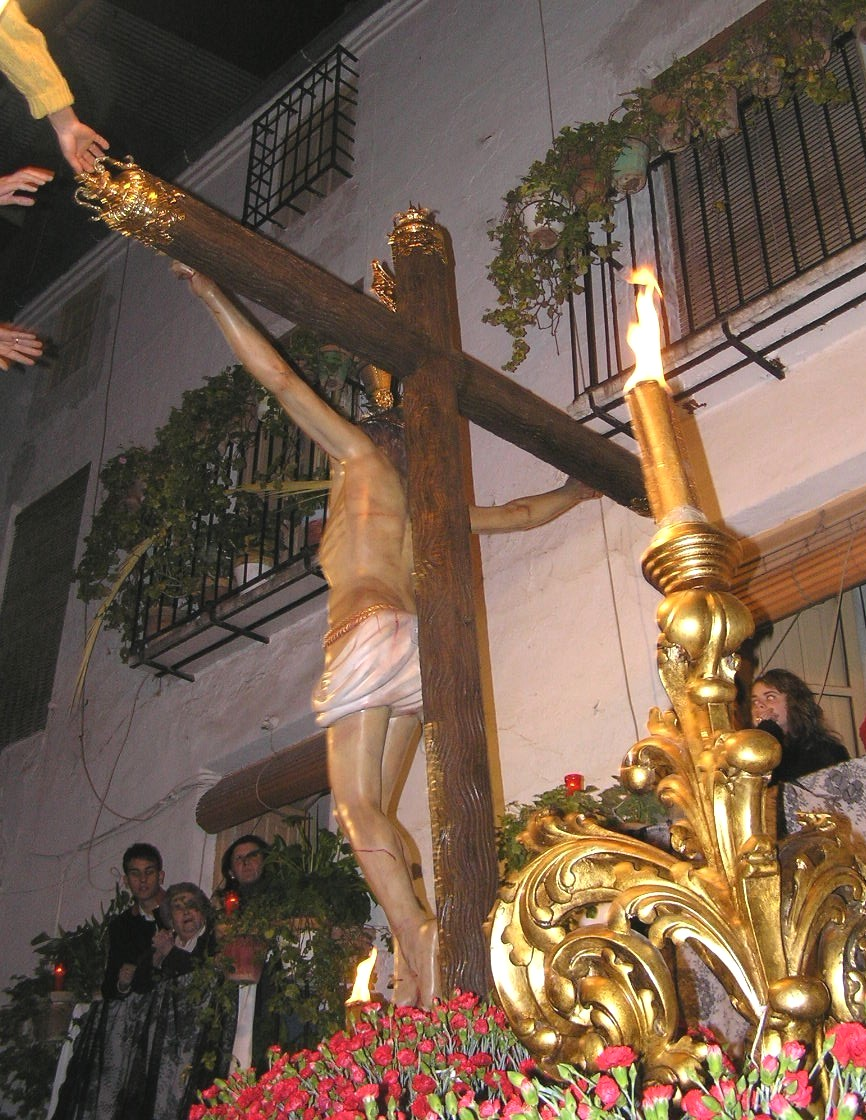
Santísimo Cristo de la Vera Cruz.

La Cofradía de la Vera Cruz es la más antigua que procesiona en Beas de Segura, fue fundada a mediados del siglo XV, cuenta con Bulas, que posteriormente el Papa Paulo V enriqueció con innumerables indulgencias. La actual imagen del Santísimo Cristo de la Vera Cruz, obra de Víctor González Gil, recoge el momento de su Expiración donde entrega su alma a Dios Padre y preside durante todo el año el Altar Mayor de la Parroquia de la Asunción, siendo su Fiesta y culto principal el 14 de septiembre y su salida procesional el Miércoles Santo donde se tiene la costumbre de alumbrar su Rostro desde los balcones del recorrido como símbolo de la Luz de Dios en su Expiración.
Posteriormente la Cofradía de la Soledad de María se constituye probablemente ya en el siglo XVII, la cual poseía una bellísima y valiosa talla de la Virgen en su Soledad obra de Sebastián de Solís, que realizó varias imágenes procesionales para la ciudad de Jaén, imagen que desapareció tras la contienda de la guerra de la Independencia.
De la fusión de estas dos hermandades surge la actual pasando por distintos avatares. En 1810 se extingue casi como todas las Hermandades y Cofradías de penitencia de esta Villa , volviendo a organizarse a finales del siglo XIX, y desapareciendo nuevamente con la guerra civil española en el año 1936.
Correspondiendo su reorganización última en 1941, se encarga una nueva imagen de María Santísima en su Soledad , bella imagen de grandes aires y rasgos sevillanos, obra de Antonio Perea Sánchez, gran imaginero de Sevilla, el cual la hizo estando en prisión tras la posguerra representando a María en comunicación silenciosa con Dios ante la Pasión de su Hijo; fue costeada por su cofradía y bendecida el día 19 de marzo de 1957; su toca de oro y el bello manto negro bordado en oro y perlas fueron sufragados por el matrimonio Estero Cardera. En la actualidad recibe culto en la iglesia del Santuario de la Villa y su Fiesta principal y culto se celebra el cuarto sábado de Cuaresma.
Inicialmente tenía su salida procesional en la noche del Sábado Santo y en la mañana del Viernes Santo en la procesión del Encuentro del Paso. En la actualidad procesiona tanto en la mañana como en la noche del Viernes Santo , cerrando la procesión del Santo Entierro de Cristo y siendo la última imagen de Pasión en desfilar en la Semana Santa.
Insignias: Bandera y estandarte.
Hábito: El color del hábito es negro tanto la túnica, como la capa y el caperniz; cíngulo blanco de esparto, algodón y medalla dorada con los titulares.
Los costaleros lucen un traje negro con el escudo en el brazo izquierdo, guantes blancos de gala y zapatos negros. 
- Cofradía de Nuestro Padre Jesús Nazareno

A finales del siglo XVI, más concretamente en el año 1588, estando San Juan de la Cruz en Segovia, tuvo una iluminación con una antigua pintura de un Jesús con una cruz a cuestas, al que le hizo promesas de padecimientos y trabajos. Este hecho tuvo su repercusión al volver de nuevo a La Peñuela, relegado de Oficio, esperando ser embarcado para México. Igual suerte corrió el padre Jerónimo Gracián. Enterado de esto el obispo de Jaén, Francisco Sarmiento de Mendoza, son convocados los dos frailes para realizar nuevas fundaciones de Descalzos en la provincia de Jaén, se piden las licencias y se conceden. El obispo era gran devoto de Santa Teresa de Jesús y tenía en gran estima a la Orden de los carmelitas descalzos.
La fundación de Beas era un gran ejemplo, pero ésta se salía fuera de los límites de su obispado, no siendo así con la fundación de Sabiote (Jaén) hecha en el año 1586, donde estuvo de priora la Madre Catalina de Jesús.
En Beas, se estableció una imagen titular, que fue Jesús Nazareno y se hacen estatutos y reglas comunes para los nazarenos, copiadas y facilitadas por los Descalzos. A finales del siglo XVI o principios del siglo XVII, se constituye como cofradía, cuyo gobierno estaba compuesto por un alcalde, un prioste, un escribano, un tesorero y un muñidor. Celebraban la fiesta de Circuncisión de Jesús y los Cofrades estaban obligados a asistir la noche del Jueves Santo a la Cena del Señor y después velar el Monumento, hasta el Viernes Santo de madrugada, con la procesión de "El Paso". También el avisar al presbítero y convocar al pueblo. Los cofrades procesionaban descalzos, vestidos de morado, ceñida la cintura con cordeles de esparto y con una cruz a cuestas, ocultando el rostro. 
En las posteriores circunstancias históricas protagonizadas por la invasión francesa y la guerra civil, la Cofradía perdió casi toda su documentación, así como las reglas por las que se regía y la propia imagen de Jesús Nazareno que fue robada y vendida a la Hermandad de Pasión de Málaga, ciudad donde estuvo procesionando hasta la Semana Santa de 1976. En Beas se adquirió la actual talla de Nuestro Padre Jesús en un taller madrileño, siendo bendecida el 20 de abril de 1943. Durante el año 2007 la imagen fue sometida a un proceso de restauración y transformación a talla completa, dejando de ser talla de candelero, obra del imaginero marteño D. José Miguel Tirao Carpio. Actualmente preside el altar de su capilla en la iglesia parroquial de la Asunción, su sede canónica, siendo su Fiesta principal y culto el cuarto domingo de Cuaresma y su salida procesional la mañana de Viernes Santo, imagen titular del Encuentro de El Paso.
La Cofradía ostenta el título de Real desde 1988.
Insignias: Bandera y estandarte.
Hábito: La túnica es morada, fajín amarillo y capa blanca. El cubre-rostro también es morado, con las insignias de la cofradía (corona de espinas y tres clavos).

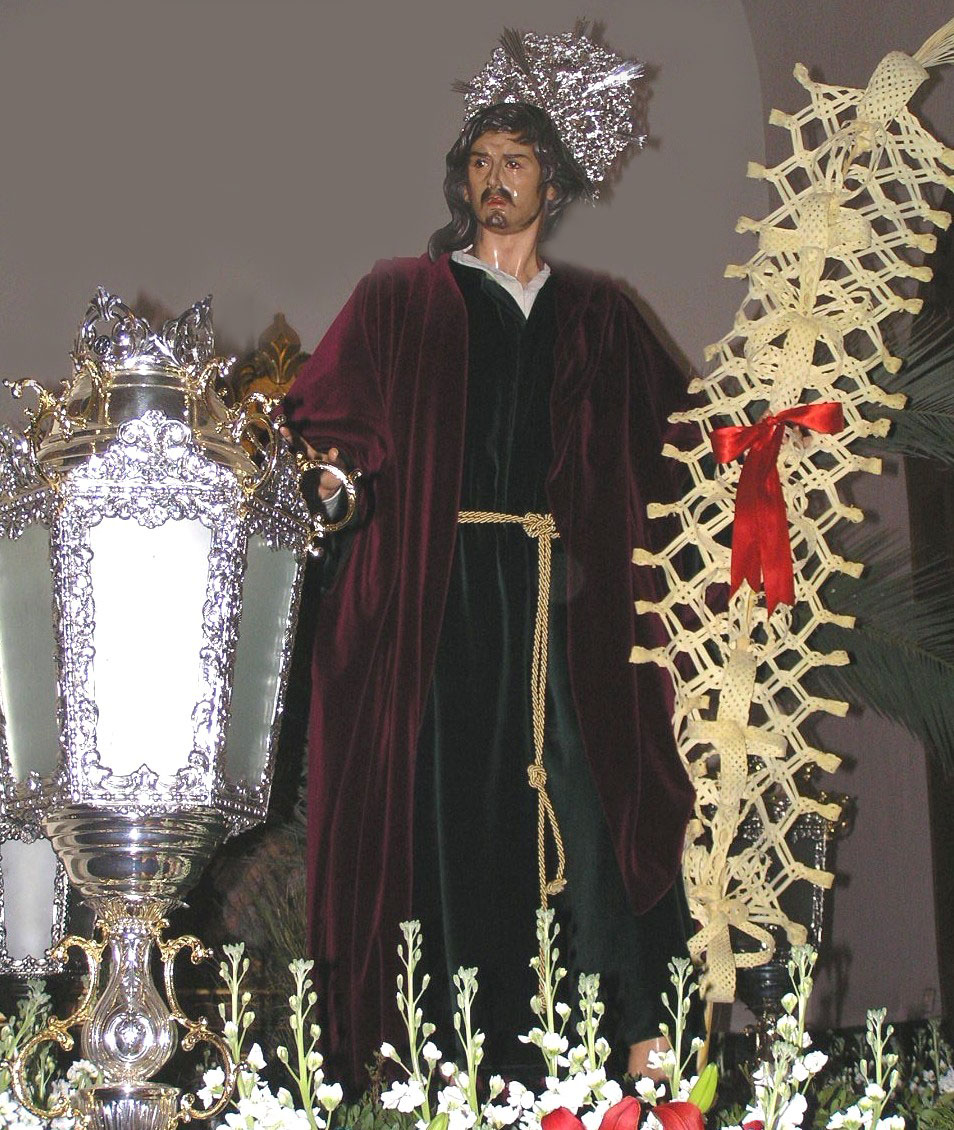
San Juan Bautista y Evangelista

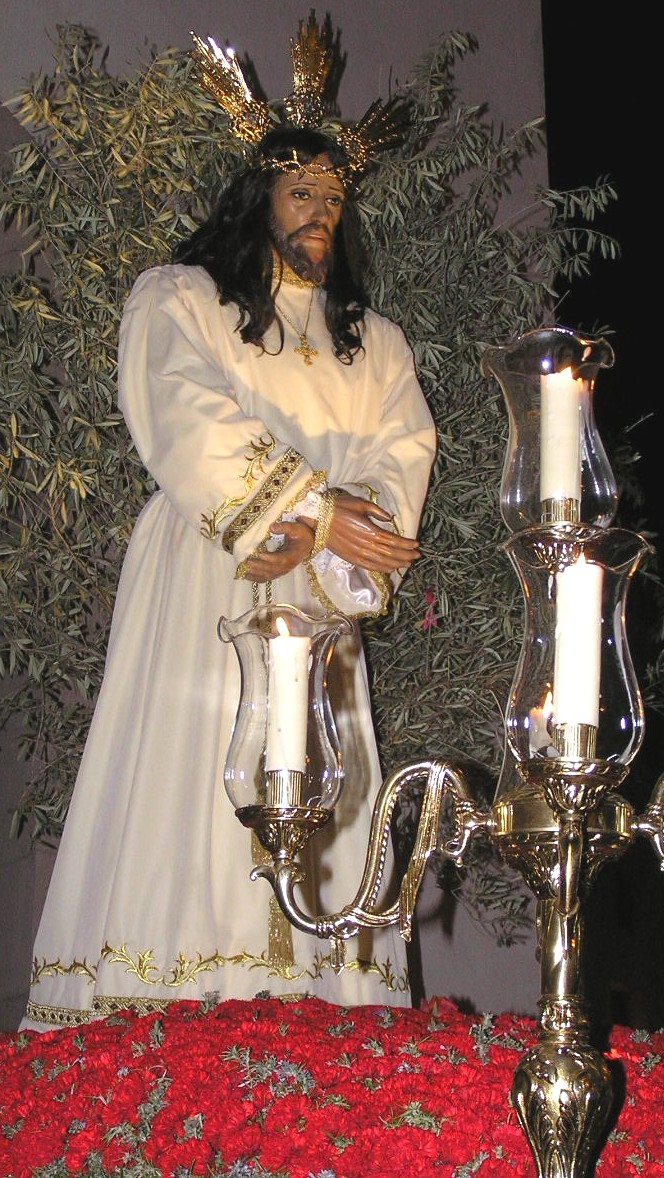
Nuestro Padre Jesús Preso

- Cofradía de la Santísima Virgen de los Dolores

La Cofradía es íntegramente femenina y su devoción se ha ido transmitiendo desde que los franciscanos tuvieron su convento en la Villa , donde se cree que se veneraba su devota imagen. Se reorganiza en 1930 siendo párroco D. Lucas Muñoz siendo la imagen salvada milagrosamente de ser quemada en la Guerra Civil. La imagen fue restaurada por Amadeo Ruiz Olmo al estilo de las Dolorosas con rostrillo y recogimiento típicamente cordobesas siendo bendecida el 21 de marzo de 1941.En 1950 es reestructurada la cofradía por D. Lorenzo Estero, siendo su última reorganización en 1986 por D. Alfonso Valiente. A lo largo del año se celebran dos Fiestas Solemnes en su honor, el Viernes de Dolores y el 15 de septiembre y dos salidas procesionales: el Martes Santo acompañando al Santísimo Cristo de los Romanos y el Jueves Santo a Nuestro Padre Jesús Preso. En los primeros años la Cofradía salía el Viernes Santo por la noche después del Entierro de Cristo ; posteriormente pasó a la noche del Sábado Santo y llegó a participar en la Procesión del Paso realizando el Encuentro con el Nazareno hasta el año 1952. Su imagen se venera en la capilla del Cristo de Lepanto sita en la Parroquia de la Asunción donde actualmente tiene su sede.
Insignias: Estandarte con la imagen de la Dolorosa de Murillo
Traje: Chaqueta y vestimenta de color negro , de luto por la muerte de Cristo. Muchas de las hermanas procesionan con mantilla.
- Cofradía de San Juan Bautista y el Evangelista

En el siglo XVI, ya existía en Beas una ermita con advocación a San Juan y todos los años para su onomástica, los vecinos se reunían allí en forma de romería. San Juan intercedía contra las epidemias del ganado y era el patrón de los tejedores, por lo que el gremio de bataneros, tejedores y tundidores se constituyeron en Hermandad.
A partir del siglo XVII, se crea la Cofradía, con estatutos, se nombra a un Cofrade Mayor organizando asambleas y la romería. Procesionando tres veces al año: El Domingo de Ramos, el Viernes Santo y el día de la onomástica. La Cofradía sufragaba los gastos de enterramiento de los cofrades que integraban la cofradía y hacían donación de la palma que portaba el Santo en Domingo de Ramos al primer soltero sanjuanista que muriese después de la Cuaresma, tradición esta última que se sigue manteniendo.
En la guerra de la Independencia, fue destruida la ermita y con la desamortización de Mendizábal, lo que quedaba de ermita pasó a manos particulares, perdiéndose la Cofradía, no es hasta el año 1882, cuando reaparece de nuevo, pero por comerciantes, se hacen nuevos estatutos y se nombran Cofrades Mayores. En la guerra civil vuelve a desaparecer la Cofradía y no es hasta el año 1943, cuando resurge hasta la década de los años 60, que solo quedan tres jóvenes vestidos con túnicas sanjuaneras, que hacen lectura y Pasión del Domingo de Ramos, Viernes Santo y Vigilia Pascual. 
No es hasta el año 1990, cuando se hacen nuevos estatutos y vuelve a restablecerse la Cofradía, aumentando su fervor cada año.
Insignias: Estandarte con escudo de la Hermandad
Hábito: Túnica blanca y capa y cubre- rostro de raso rojo. 
- Cofradía de Nuestro Padre Jesús Preso

Esta Cofradía pertenece a la Iglesia Parroquial de Nuestra Señora de la Asunción. Resurgió en el año 1941, mismo año en que se restauró la imagen. Desapareció durante algunos años y se reorganizó en el año 1957, hasta nuestros días.
Jesús Preso, es venerado en la iglesia del Santuario de la Villa. En los archivos parroquiales de Nuestra Señora de la Asunción de Beas de Segura, aparece un documento con unas Reglas, fechado en el año 1960, donde se crea una hermandad entre Nuestro Padre Jesús Preso y María Santísima de la Paz (Patrona de Beas), las dichas Reglas establecen que la Cofradía costeé un día de la novena de la Virgen de la Paz y celebrar un septenario en marzo, acabando éste el primer viernes de ese mes, coincidiendo con el día de su festividad. 
Insignias: La cofradía posee una bandera y un estandarte: 
La bandera, tiene bordadas, en su cara anterior sobre fondo granate, las manos atadas de Nuestro Padre Jesús Preso. Y en su cara posterior, en tela azul, la insignia de la cofradía, consistente en un marco de cadena, en el centro la Cruz, y en su parte posterior una rama de olivo y una palma. 
El estandarte, está bordado en hilo amarillo. En el centro del mismo está la imagen de Jesús Preso. 
Hábito: La túnica y caperuz con antifaz granate, capa azul celeste (en honor a la Virgen de la Paz), cíngulo amarillo, zapatos negros, guantes blancos y cirio. Sobre el antifaz a la altura del pecho, el emblema de la Cofradía, en el que figura una Cruz rodeada de cadenas y dos ramos de olivo (símbolo de la Paz).
- Cofradía del Cristo de la Columna y Romanos

Esta Hermandad es íntegramente masculina.
Insignias: Bandera, estandarte y escudo portado sobre un báculo.
Traje: los hermanos procesionan vestidos del Imperio Romano 
- Cofradía del Santísimo Cristo de la Buena Muerte y Nuestra Señora de las Lágrimas

Esta Cofradía fue fundada el día 18 de marzo de 1956 por un grupo de jóvenes movidos por un profundo sentido religioso y guiados por el entonces capellán de la iglesia de las Madres Carmelitas, D. Alfonso Valiente.
A partir de la Semana Santa de ese año la recién creada Cofradía rememora el Descendimiento en la plaza del Sagrado Corazón donde se realizaba el Desenclavamiento al Cristo para llevarlo ante su Madre, un acto muy emotivo que se realizó hasta el año 1963 .Posteriormente se disuelve siendo reorganizada nuevamente en el año 1977 debido a la inquietud que sintieron algunos hermanos que habían sido fundadores.
Ambas imágenes son obra del afamado imaginero malagueño Francisco Palma Burgos y se veneran en el altar y capilla de la Buena Muerte en la iglesia parroquial de la Asunción, su sede canónica. Su Fiesta y Culto principal se realiza cada primer sábado de marzo y su salida procesional la noche del Jueves Santo. Aunque actualmente procesionan al estilo malagueño formando un Calvario en un único trono, hasta el año 2002 llegaron a procesionar de forma independiente y acompañadas de un tercer trono con la imagen de Nuestra Señora de las Angustias de la iglesia de San José del Salvador de las MM Carmelitas.
El Crucificado de la Buena Muerte representa a Cristo muerto en el silencio del Calvario y la bellísima y recogida imagen de Nuestra Señora de las Lágrimas recoge el llanto sereno de manos entrelazadas y mirada baja que refleja el sufrimiento de María aceptando la voluntad de Dios, expresión muy característica de las Dolorosas granadinas. Esta venerada imagen tomo parte en el Encuentro del Paso entre 1953 y 1957 y fue bendecida el día 24 de enero de 1952 al paso de la procesión de la Virgen de la Paz, en la casa en la que vivió el sacerdote mártir don Francisco López Navarrete.
Insignias:

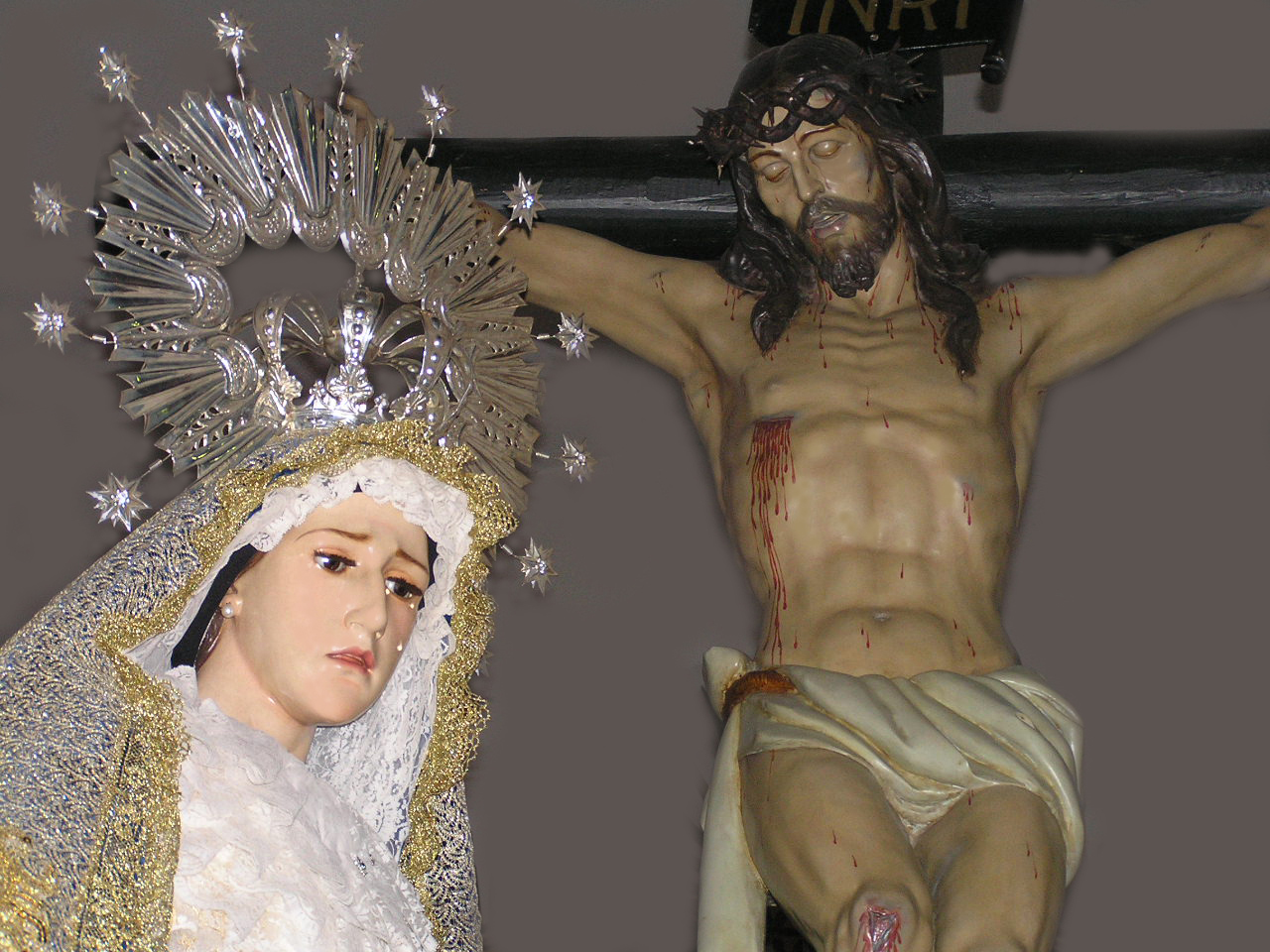
Cristo de la Buena Muerte y Nuestra Señora de las Lágrimas

Hábito: La túnica es blanca con los vueltos y el ceñidor en azul, el cubre rostro es blanco con el escudo de la Cofradía, y los zapatos son negros.
Los costaleros llevan el traje en color azul marino, la camisa blanca y la corbata y los zapatos en negro. 
- Cofradía del Santo Rostro y Verónica

La Cofradía , íntegramente femenina, trae a Beas la profunda devoción que tiene todo Jaén por el Santo Rostro y por Santa Verónica. De autor anónimo , la imagen fue donada a la parroquia en el año 1954 por Doña Ciselia Galdón y representa a una guapa mujer hebrea de bello rostro y delicado porte que porta entre sus manos extendidas el paño con el que una venerable tradición dice que limpió el Rostro a Cristo durante su camino al Calvario. Este Santo Rostro fue realizado en 2012 obra del imaginero marteño Joaquín Marchal. En un principio se hizo cargo de la imagen la cofradía de San Juan quien se encargaba de procesionarla cada mañana de Viernes Santo en el Encuentro del Paso, labor que posteriormente con el paso de los años quedó a cargo de la cofradía de Nuestro Padre Jesús Nazareno hasta que en el año 1985 se fundó la Cofradía Titular, teniendo su Fiesta y culto principal el primer sábado de Cuaresma (siempre que no sea el primer sábado de marzo) y venerándose en la actualidad en el Altar y Capilla de Nuestro Padre Jesús Nazareno de la parroquia de la Asunción.
Insignias: Estandarte con la imagen Titular 
Hábito: La túnica es blanca, la capa, caperuz y el fajín de raso verde y las más jóvenes en vez de cubre-rostro llevan toquillas también verdes.
- Cofradía del Santo Entierro y Santo Sepulcro de Cristo

En el año 1944 se funda la Cofradía del Santísimo Cristo de la Expiración y del Santo Entierro con estatutos aprobados por el entonces Ilmo. y Rvdmo. Sr. Obispo de Jaén D. Rafael García y García de Castro , que puede considerarse el nexo entre la antigua Hermandad y la presente. No obstante, no es hasta el año 1986 cuando los Estatutos de la Hermandad del Santo Entierro y Santo Sepulcro de Cristo de la Villa de Beas entran en vigor.
Insignias: Estandarte bordado con la Cruz del Santo Sepulcro de Jerusalén.
Hábito: Hábito blanco con la capa, caperuz y cíngulo negro.
- Jesús Resucitado

Más bien es una hermandad de todas las Cofradías, que acompañan la procesión el Domingo de Resurrección, representadas por los Presidentes, Hermanos Mayores y Priostes de las cofradías, portando cada una de ellas sus insignias.

## Recorridos Procesionales

### Domingo de Ramos
- Cofradía de San Juan Bautista y Evangelista. La Borriquilla.

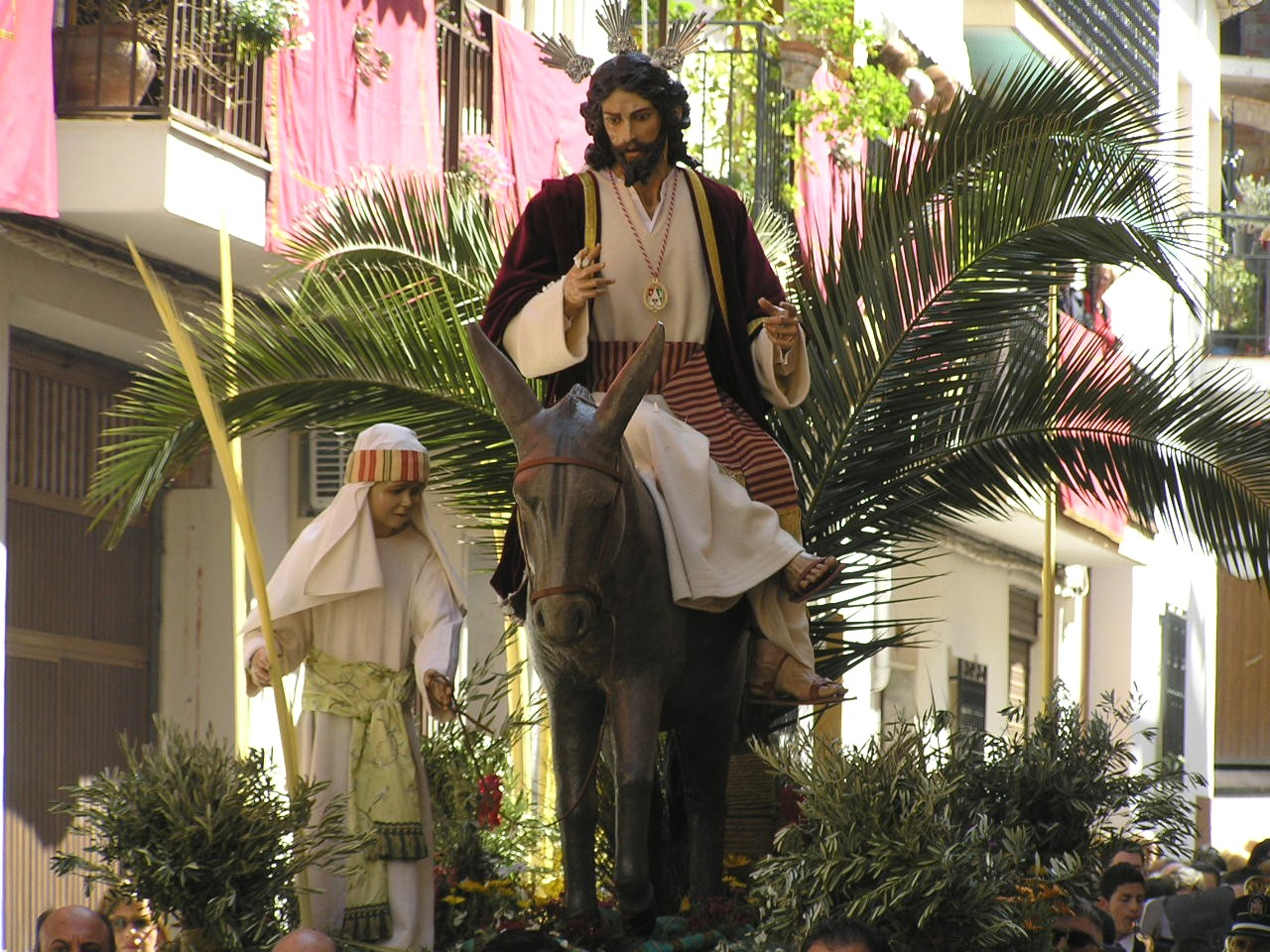
Procesión del Domingo de Ramos

En la Plaza del Sagrado Corazón, se bendicen los ramos de olivo y las palmas. A continuación, en procesión, se va hasta la Parroquia donde se celebra la misa. Una vez concluida, comienza la procesión de "La Borriquilla" o El paso de Jesús en su entrada triunfal en Jerusalén, acompañado por la Banda de la Asociación Cultural Musical "Santa Cecilia" de Beas de Segura. 
Existe una vieja tradición que dice que para el Domingo de Ramos si no estrenas algo se te caen las manos.
Recorrido: Salida de la Parroquia, Santa Isabel, García Lorca, San Agustín, Paseo (sentido descendente), Angosto, Pasaje de Ronda, Paseo de Rosas, Pasaje del Coso, Paseo, La Feria, Plaza del Sagrado Corazón, donde se bendicen los ramos de olivo y las palmas, para a continuación se va en procesión hasta la Parroquia.

### Lunes Santo
- Cofradía de Jesús Preso y los Romanos. Prendimiento.

El Acto del Prendimiento, se desarrolla en el Paseo, donde una centuria de Romanos prenden a Jesús y le atan las manos para posteriormente llevárselo.
Recorrido: Salida desde la Iglesia Santuario de La Villa, Plazuela, Cantón del Toledillo, Salón, Clara Campoamor, Pileta de D. Luis Martínez, Chorrillo, San Francisco, Angosto, Paseo (donde se realiza el Acto del Prendimiento), Feria, Plaza del Sagrado Corazón, Tiendas y Parroquia.

### Martes Santo
- Cofradía del Santísimo Cristo de la Columna y Romanos y Virgen de los dolores.

Recorrido: Salida de la Parroquia, Tiendas, Paseo, Feria, Pasaje de Albarracín, Parque Virgen de la Paz, Río, Almenas, Villa, Plaza de la Iglesia y Parroquia.

### Miércoles Santo
- Cofradía del Santísimo Cristo de la Vera Cruz.

El Cristo va portado a hombros por hombres y mujeres uniformados qué, a las órdenes del capataz, realizan a lo largo del recorrido diferentes cambios de paso. Con devoción, respeto y silencio va transcurriendo la procesión, sin duda de las más bonitas y con más sabor de la Semana Santa de Beas. Acompaña al Paso la Banda de la Asociación Cultural Musical "Santa Cecilia" de Beas de Segura.
Recorrido: Parroquia, Plaza de Santa Teresa, Avda. de Santa Isabel, Sáenz de Quejana, Chorrillo, Tiendas y Parroquia.

### Jueves Santo
- Cofradía de Nuestro Padre Jesús Preso y Nuestra Señora de los Dolores.

Recorrido: Salida de la Parroquia, Tiendas, Paseo, Angosto, Pasaje de Ronda, Paseo de Rosas, Pasaje Albarracín, Feria, Río, Cueva, Almenas, Villa, Plaza de la Iglesia y Parroquia.
- Cofradía del Santísimo Cristo de la Buena Muerte y Nuestra Señora de las Lágrimas.

Recorrido:  Salida de la Parroquia, Plaza de Santa Teresa, Avda. de Santa Isabel, García Lorca, San Agustín, Tiendas, Paseo, Angosto, Pasaje de Ronda, Paseo de Rosas, Pasaje del Coso, Paseo (sentido ascendente), Feria, Plaza Sagrado Corazón y Parroquia.

### Viernes Santo
- Cofradías de Nuestro Padre Jesús Nazareno, Santo Rostro y Verónica, San Juan Bautista y Evangelista, María Santísima en su Soledad y Romanos. "El Paso y El Encuentro".

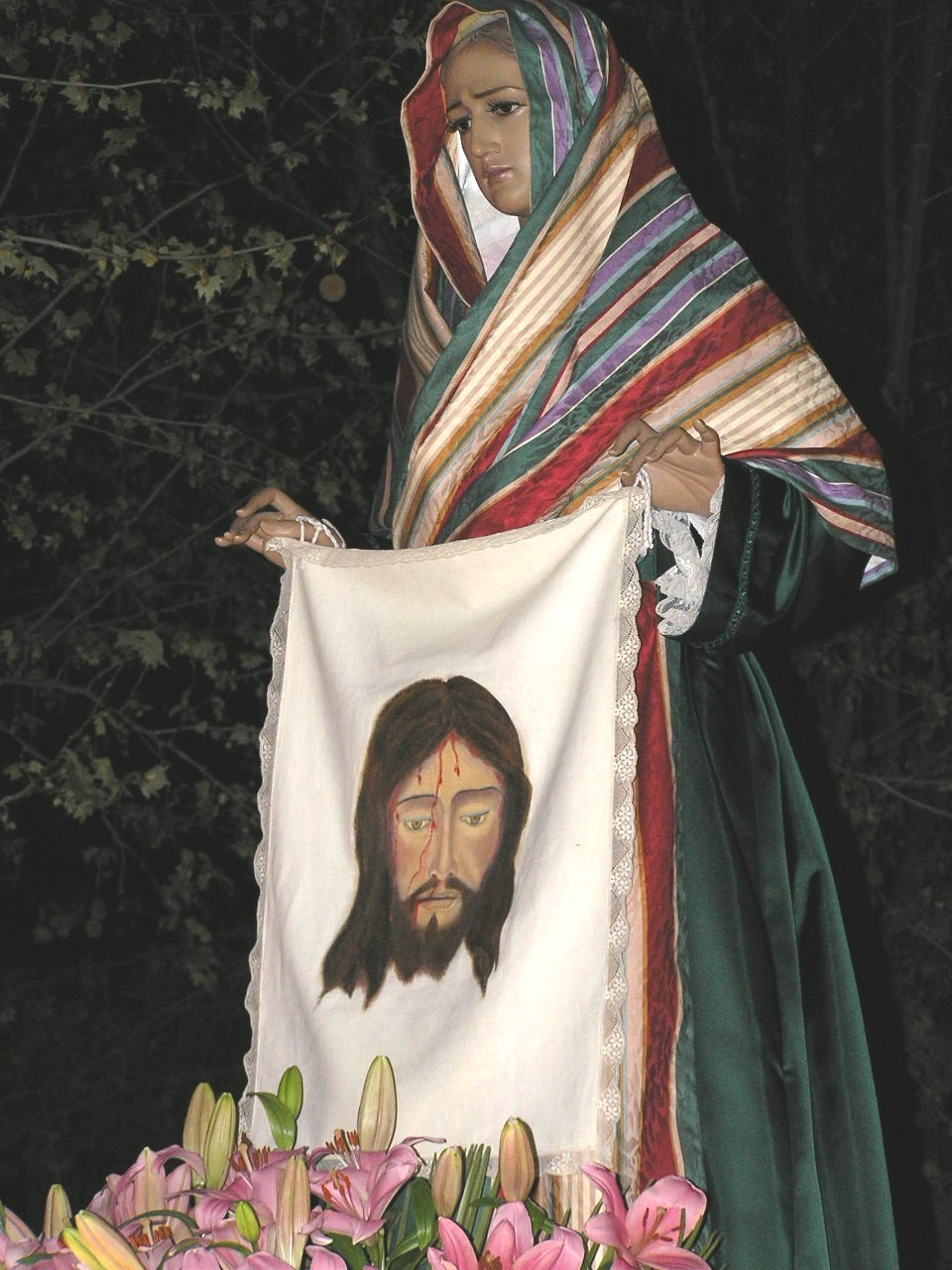
La Verónica

Antiguamente el recorrido era salida de la Parroquia, calle de las Tiendas, Chorrillo y calle San Francisco. "El Encuentro" se celebraba en la pequeña explanada enfrente de las Escuelas Nuevas, antiguo Convento Franciscano. Por el complicado trayecto de la subida del Chorrillo y la estrechez en la entrada de la calle San Francisco, se trasladó al Paseo.  
Recorrido 1.º: De Nuestro Padre Jesús Nazareno: Salida de la Parroquia, Santa Isabel, Sáenz de Quejana, San Francisco, Las Monjas, Paseo (aquí se produce el Encuentro), La Feria, Plaza Sagrado Corazón, Tiendas, Plaza de la Iglesia y Parroquia.
Recorrido 2.º: De las demás Cofradías: Iglesia, Villa, Almenas, La Cueva, Río, Callejuela de la Plaza, Sagrado Corazón, Tiendas, Paseo (Encuentro), La Feria, Plaza del Sagrado Corazón, Tiendas, Plaza de la Iglesia y Parroquia.
Descendimiento
Otra tradición perdida era el desenclavamiento, que se hacía el Viernes Santo por la tarde, en la puerta de la Iglesia Parroquial, y cuando el tiempo lo impedía, dentro del templo, esto se perdió en la guerra civil. Al pasar la misma, era recordado con anhelo por los más viejos y a partir de la Semana Santa del año 1953, la recién creada Cofradía del Cristo de la Buena Muerte y Nuestra Señora de las Lágrimas, lo rememora, está vez en la Plaza del Sagrado Corazón, donde se sacaban los clavos, se descolgaba el cuerpo de la Cruz para llevarlo a la Virgen de las Lágrimas, era un acto muy emotivo que se repitió en años posteriores y desapareció debido al mal estado de los cueros de los brazos en el Cristo.  
- Cofradía del Santo Entierro y Santo Sepulcro de Cristo, acompañada de las Cofradías de María Santísima en su Soledad y San Juan Bautista y Evangelista.

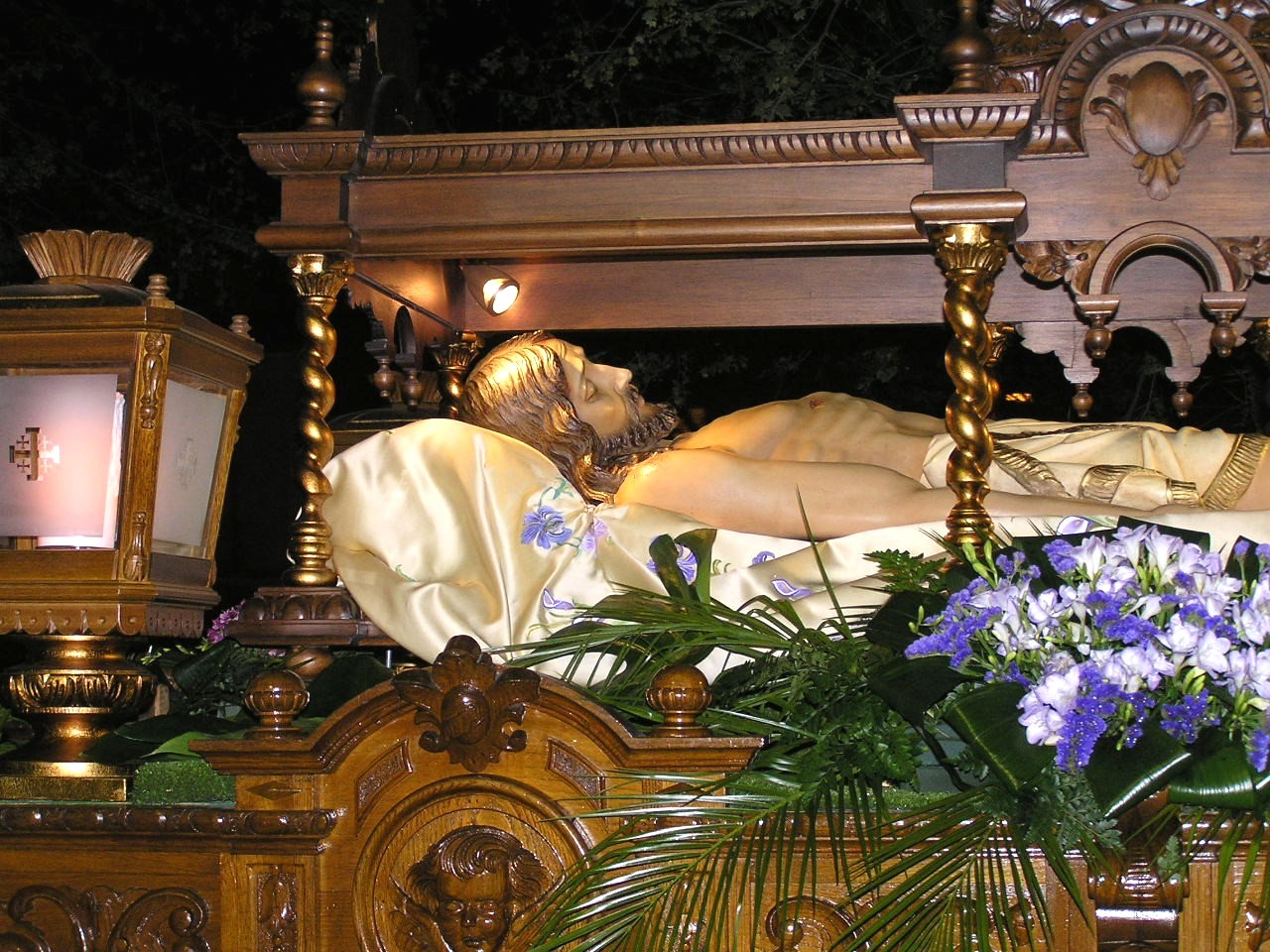
Santo Entierro

Antes se tenía costumbre de que al pasar la procesión del Santo Entierro, frente a la Cruz del Chorrillo, esquina con la calle San Francisco, ésta se adornaba con cáscaras de huevo, conchas de caracoles y cáscaras de nuez pintadas de colores, pegadas con yeso a la cruz y llenas de aceite que una vez prendidas proporcionaban una iluminación original a la Cruz, haciendo estación penitencial allí.
Recorrido: Salida de la Parroquia, Tiendas, Paseo, Angosto, pasaje de Ronda, Paseo de Rosas, Pasaje del Coso, Paseo, La Feria, Callejuela de la Plaza, Río, Cueva, Almenas, Villa, Plaza de la Iglesia y Parroquia.

### Sábado de Gloria
- Vigilia Pascual

### Domingo de Resurrección
- Jesús Resucitado

En la Procesión participan una representación de cada Cofradía, portando las banderas y estandartes de cada una de ellas, acompañada de la banda de la Asociación Cultural Musical "Santa Cecilia" de Beas de Segura.
Recorrido: Salida de la Parroquia, Santa Isabel, García Lorca, San Agustín, Paseo (sentido descendente), Angosto, Pasaje de Ronda, Paseo de Rosas, Pasaje del Coso, Paseo, La Feria, Plaza del Sagrado Corazón, Tiendas y Parroquia.

## La Sentencia

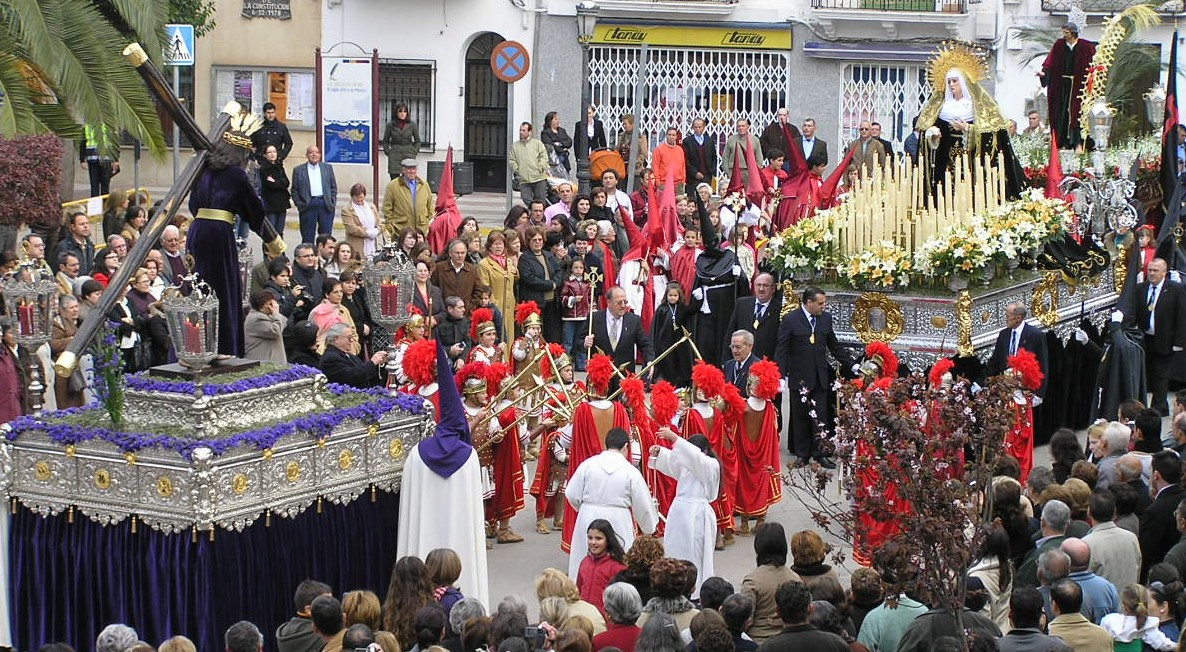
"El Encuentro"". Viernes Santo

La Sentencia se hacía a las cinco de la madrugada del Viernes Santo, hasta que el Papa Pio XII, la trasladó a las ocho de la mañana. La Sentencia que se lee en "El Paso" y "El Encuentro" que se celebra en Beas de Segura, es muy antigua, aunque faltan Las Canciones a las Linternas del Huerto y a Los Dados, ambas desaparecidas. 
Se convocaba al pueblo golpeando las puertas de las casas con báculos y corriendo, durante la madrugada, El Diablo Mudo, tocaba una campanilla, recorriendo las calles del pueblo, avisando a los vecinos, portaba una botella de aguardiente, si alguien se cruzaba en su camino, tenía que arrodillarse ante él y éste le daba un trago de aguardiente.
La Cofradía de Jesús Nazareno, predicada de bandera y Priostes con las insignias de la Pasión en una bandeja, recoge al predicador. La Bocina anuncia de "El Paso". El trono del Nazareno se coloca delante del presbítero, en el centro del Altar Mayor, Pilatos, el Ángel y el Bocinero y comienza el relato del proceso de Jesús. 
El Bocinero rubrica con su toque, la decisión del Gobernador romano y empieza la Procesión de "El Paso". Al salir el Nazareno del Templo, se canta:
A continuación se canta la Primera Alerta en remembranza de la Pasión. Un Prioste lleva los utensilios del martirio y otro una Pica, que se la cuelga al cantar La Remembranza.
Son once Alertas (cada una de ellas con una Remembranza:
- La Primera Alerta es La Soga.

- La Segunda Alerta es La Columna.

- La Tercera Alerta es El Azote.

- La Cuarta Alerta es La Corona de Espinas.

- La Quinta Alerta es La Cruz.

- La Sexta Alerta es Los Clavos.

- La Séptima Alerta es El Martillo.

El Encuentro
- La Octava Alerta es La Esponja.

- La Novena Alerta es La Escalera.

- La Décima Alerta es La Lanza.

- La Undécima Alerta es Las Tenazas.

## Las Saetas
De siempre se han cantado saetas en Beas de Segura, un prodigio que salió de Beas cantando saetas fue Joselito: antes de él ya se celebraban en Beas concursos de saetas organizados por el entonces párroco de Beas, Lorenzo Estero López. 
Todos los años son cantadas por saeteros y saeteras, incluso jóvenes, que con sus cantos sentenciosos, bajo la luna llena del Jueves Santo y Viernes Santo y en la penuria de la noche, solo con la iluminación cirial que refleja el rostro del Cristo o de la Virgen, resquebrajan el silencio de la multitud que las escucha.

## Bandas de Cornetas y Tambores
La primera banda de Cornetas y tambores de Beas de Segura es la de los Romanos, con su Cofradía del Cristo de la Columna, otras cofradías traían bandas de otro pueblos para tocar aquí y acompañar a sus Pasos, también lo hacía la Banda de Música de la Guardia Civil de Baeza, que vino a Beas muchos años. Actualmente lo hace la Banda de la Asociación Cultural Musical "Santa Cecilia" de Beas de Segura.
Después algunas Cofradías van adquiriendo sus propias bandas, como la de María Santísima en su Soledad, Nuestro Padre Jesús Preso, Nuestro Padre Jesús Nazareno y Nuestra Señora de los Dolores, Cristo de la Buena Muerte y Nuestra Señora de las Lágrimas, San Juan Bautista y Evangelista.
Al pasar las Navidades, empiezan a ensayar en los patios de los colegios de Beas. Cada año se ve más esmero en los jóvenes, con gran entusiasmo de participación.

## Tronos y Andas
Todas las Cofradías portan tronos, excepto la de Nuestro Padre Jesús Preso, solo en su salida de la Villa (Prendimiento), el Lunes Santo y la del Cristo de la Vera Cruz, que es sacado en andas el Miércoles Santo por los costaleros de la Cofradía, con una imperante magnitud en su salida y entrada al templo, así como en su recorrido.
La Cofradía de San Juan y de la Verónica, hace años cambiaron las andas por tronos.
Los tronos de todas las cofradías están realzados de elegante orfebrería, adornados con gran cantidad de motivos florales e iluminados con velas .

## Imagineros
Antonio José Martínez Rodríguez es un afamado imaginero, nacido en Beas de Segura en 1971, que se estableció en Madrid, donde está su taller y ha realizado importantes tallas en diferentes sitios de la geografía española. En la actualidad tiene una exposición en Málaga, hasta el próximo 30 de abril de 2010.

## Gastronomía de Semana Santa
Desde el Miércoles de Ceniza que inicia la Cuaresma, en adelante, todos los viernes hasta el Viernes Santo, la iglesia establece el ayuno y la prohibición de comer carne. Muchas familias de Beas respetan esa tradición, que aunque se vaya perdiendo en años anteriores tenía más raigambre. En concepto a lo cual se genera una rica gastronomía basada en verduras y pescados. El bacalao estos días está muy presente en las mesas del pueblo en sustitución de la carne, con el que se prepara el delicioso encebollao, el moje con bacalao o el potaje de Viernes Santo, siendo algunos de los platos de estos días.
Coincidiendo la Semana Santa con el inicio de la primavera, y siendo esta zona dada a los espárragos trigueros, a las collejas y las habas, se preparan bien con huevos fritos o en tortilla, y sí es en abril, empiezan a recolectarse la famosas cagarrias, los orejones, negrillas, setas de chopo y las crillas, que hacen la combinación perfecta de diferentes platos para los gustos más exigentes. 
Los postres, destacan los panecillos, el plato blanco, los huevos a la nieve, flanes caseros, el arroz con leche o las natillas caseras, ponen colofón a la sinfonía del arte culinario de Beas de Segura.

## Actos Litúrgicos y Estaciones Penitenciales
| Día                     | Mañana                                                            | Tarde | Noche-Madrugada                                                                       |
| Sábado 20 de marzo      |                                                                   | PregónActuación de "Xauen Brass quater" |                                                                                       |
| Viernes de Dolores      |                                                                   | Vía Crucis | Fiesta en honor a Nuestra Señora de los Dolores.                                      |
| Sábado de Pasión        |                                                                   | Vía Crucis penitencial | Fiesta en honor del Santísimo Cristo de la Columna.                                   |
| Domingo de Ramos        | Procesión de las Palmas acompañando Cristo a la borriquilla       | |                                                                                       |
| Lunes Santo             | Misa en las Carmelitas                                            | | Estación Penitencial del Prendimiento                                                 |
| Martes Santo            | Misa en las Carmelitas                                            | | Estación Penitencial del Santísimo Cristo de la Columna y Romanos                     |
| Miércoles Santo         | Misa en las Carmelitas                                            | | Vía crucis PenitencialEstación de Penitencia del Cristo de la Vera Cruz               |
| Jueves Santo            |                                                                   | Acto litúrgico del Lavatorio de los píes a los discípulosSanta Misa "Cena del Señor" Estación de Penitencia de Jesús Preso y Virgen de los Dolores | Estación de Penitencia del Cristo de la Buena Muerte y Nuestra Señora de las Lágrimas |
| Viernes Santo           | Sermón y Cántico de la PasiónProcesión de "El Paso""El Encuentro" | Santos Oficios | Solemne y Magna Procesión                                                             |
| Sábado de Gloria        |                                                                   | | Vigilia Pascual                                                                       |
| Domingo de Resurrección | Procesión de Jesús Resucitado                                     | |                                                                                       |